# Lövfjärden
Lövfjärden är en sjö i Norrtälje kommun i Uppland och ingår i Skeboån-Broströmmens kustområde. Lövfjärden ligger i Bergbofjärden-Häverö Prästäng Natura 2000-område.